# Малов Сергій Іванович
Сергій Іванович Малов (1904, село Режа Мологського повіту Ярославської губернії, тепер Ярославської області, Російська Федерація — 18 березня 1951, місто Москва) — радянський діяч, 1-й секретар Німців Поволжя і Рязанського обласних комітетів ВКП(б). Кандидат сільськогосподарських наук (1935). Депутат Верховної Ради СРСР 1-го скликання (у 1941—1944 роках).

## Біографія
Народився у лютому 1904 року в родині робітника-машиніста. У травні 1917 — вересні 1918 року — учень кочегара на водному транспорті у місті Рибінську. У вересні 1918 — вересні 1922 року — учень Рибінської школи водного транспорту. У 1921 році вступив до комсомолу. У 1922 році закінчив три класи школи водного транспорту. У вересні 1922 — листопаді 1926 року — учень Рибінського сільськогосподарського технікуму.
У листопаді 1926 — листопаді 1927 року — агроном школи селянської молоді у селі Куракіно Тотьмінського повіту Вологодської губернії. У листопаді 1927 — листопаді 1929 року — агроном школи селянської молоді у селі Тіксна Вологодського округу. У листопаді 1929 — серпні 1930 року — завідувач школи селянської молоді, агроном у селі Біряково Вологодського округу Північного краю.
У серпні 1930 — липні 1932 року — студент, аспірант Московського агропедагогічного інституту. Здобув у 1931 році спеціальність агронома-зоотехніка, педагога.
Член ВКП(б) з жовтня 1931 року.
У липні 1932 — грудні 1933 року — аспірант Всесоюзного науково-дослідного інституту тваринництва у Москві.
У грудні 1933 — квітні 1935 року — старший науковий співробітник експедиції Академії сільськогосподарських наук імені Леніна в Тувинській Народній Республіці.
У квітні 1935 — жовтні 1937 року — старший науковий співробітник, доцент із спеціальності «тваринництво», у жовтні 1937 — червні 1938 року — 1-й заступник директора Всесоюзного науково-дослідного інституту тваринництва у Москві.
7 липня 1938 — 13 листопада 1939 року — 2-й секретар обласного комітету ВКП(б) АРСР Німців Поволжя.
13 листопада 1939 — вересень 1941 року — 1-й секретар обласного комітету ВКП(б) АРСР Німців Поволжя і, одночасно, 1-й секретар Енгельського міського комітету ВКП(б).
У 1941—1943 роках — начальник Політичного управління і заступник народного комісара м'ясної і молочної промисловості СРСР.
У лютому — вересні 1944 року — 2-й секретар Кабардино-Балкарського обласного комітету ВКП(б). У 1944 році працював відповідальним інструктором Управління кадрів ЦК ВКП(б) у Москві.
У 1944—1945 роках — 2-й секретар Татарського обласного комітету ВКП(б). У 1945—1947 роках — відповідальний інструктор і інспектор Управління кадрів ЦК ВКП(б) у Москві. У 1947—1948 роках — завідувач відділу Ради у справах колгоспів при Раді Міністрів СРСР.
19 квітня — 8 грудня 1948 року — 1-й секретар Рязанського обласного і міського комітетів ВКП(б).
У грудні 1948 — квітні 1950 року — інструктор відділу партійних, профспілкових і комсомольських органів ЦК ВКП(б). У квітні 1950 — березні 1951 року — завідувач сектору відділу легкої промисловості ЦК ВКП(б).

## Нагороди
- орден Леніна (1945)
- ордени
- медалі